# Vojaški ordinariat Nove Zelandije
Vojaški ordinariat Nove Zelandije (angleško Military Ordinariate of New Zealand) je rimskokatoliški vojaški ordinariat, ki je vrhovna cerkveno-verska organizacija in skrbi za pripadnike Novozelandske obrambne sile.
Sedež ordinariata je v Upper Huttu.

## Škofje
- Owen Noel Snedden (28. oktober 1976 - 17. april 1981)
- Edward Russell Gaines (19. junij 1981 - 6. september 1994)
- Thomas Stafford Williams (1. junij 1995 - 1. april 2005)
- John Atcherley Dew (1. april 2005 - danes)